# Seznam nejlepších střelců v dějinách mistrovství světa v ledním hokeji
- Poznámka jsou 2 hráči kteří mají více utkání na mistrovství světa a nejsou uvedeni v tabulce níže a to  Andres Ambühl (151 utkání, 32 branek, 38 asistencí, 70 bodů) a  Udo Kießling (119 utkání).
- Co se týče počtu roků na MS 
  -  Andres Ambühl (20 roků), 
    - Mathias Seger (16 roků), 
      - Petteri Nummelin, Jonas Holøs, Morten Madsen, Morten Green a Sacha Treille (15 roků), 
        - Mathis Olimb, Martin Røymark, Aleksandrs Nizivijs, Jesper Jensen Aabo a Gerhard Unterluggauer (14 roků)
- Tučně jsou označení stále aktívní hráči.
- Toto je seznam nejlepších hráčů v historii mistrovství světa v ledním hokeji (podle počtu kanadských bodů).
- Stav po MS v roce 2025

| Pořadí                      | Stát                 | Jméno hráče          | Počet utkání | Počet branek | Počet asistencí | Počet bodů | Roky      | Počet MS |
| --------------------------- | -------------------- | -------------------- | ------------ | ------------ | --------------- | ---------- | --------- | -------- |
| 1.                          | Sovětský svaz        | Boris Michajlov      | 105          | 98           | 66              | 164        | 1968-1979 | 11       |
| 2.                          | Sovětský svaz        | Valerij Charlamov    | 105          | 74           | 82              | 156        | 1968-1979 | 11       |
| 3.                          | Sovětský svaz        | Alexandr Malcev      | 108          | 77           | 76              | 153        | 1968-1983 | 12       |
| 4.                          | Sovětský svaz        | Vladimir Petrov      | 101          | 74           | 78              | 152        | 1968-1981 | 11       |
| 5.                          | Sovětský svaz        | Sergej Makarov       | 100          | 56           | 68              | 124        | 1977-1991 | 11       |
| 6.                          | Československo       | Vladimír Martinec    | 98           | 53           | 58              | 111        | 1969-1981 | 11       |
| 7.                          | Švédsko              | Sven Tumba Johansson | 67           | 58           | 46              | 104        | 1952-1966 | 10       |
| 8.                          | Sovětský svaz        | Vjačeslav Fetisov    | 101          | 36           | 60              | 96         | 1976-1991 | 11       |
| 9.                          | Československo       | Jiří Holík           | 109          | 50           | 45              | 95         | 1964-1977 | 12       |
| 10.                         | Sovětský svaz        | Alexandr Jakušev     | 80           | 60           | 33              | 93         | 1966-1979 | 10       |
| 11.                         | Československo       | Václav Nedomanský    | 80           | 65           | 27              | 92         | 1964-1974 | 9        |
| 12.                         | Česko                | Roman Červenka       | 105          | 33           | 58              | 91         | 2008-2025 | 12       |
| 13.                         | Sovětský svaz        | Sergej Kapustin      | 81           | 55           | 34              | 89         | 1973-1983 | 9        |
| 14.                         | Československo       | Josef Maleček        | 51           | 50           | 37              | 87         | 1929-1939 | 8        |
| 15.                         | Československo       | Ivan Hlinka          | 89           | 43           | 44              | 87         | 1969-1981 | 11       |
| 16.                         | Československo       | Vladimír Zábrodský   | 29           | 54           | 32              | 86         | 1946-1955 | 4        |
| 17.                         | Sovětský svaz        | Veniamin Alexandrov  | 57           | 51           | 35              | 86         | 1956-1967 | 8        |
| 18.                         | Sovětský svaz        | Ilja Kovalčuk        | 94           | 36           | 50              | 86         | 2002-2019 | 11       |
| 19.                         | Sovětský svaz        | Anatolij Firsov      | 47           | 46           | 39              | 85         | 1964-1971 | 6        |
| 20.                         | Finsko               | Ville Peltonen       | 107          | 34           | 47              | 81         | 1993-2008 | 13       |
| 21.                         | Sovětský svaz        | Vladimir Krutov      | 68           | 43           | 33              | 76         | 1980-1989 | 7        |
| 22.                         | Švýcarsko            | Ferdinand Cattini    | 48           | 50           | 25              | 75         | 1932-1949 | 7        |
| 23.                         | Slovensko            | Miroslav Šatan       | 88           | 37           | 38              | 75         | 1995-2014 | 12       |
| 24.                         | Československo Česko | Jaromír Jágr         | 80           | 35           | 40              | 75         | 1989-2015 | 10       |
| 25.                         | Švédsko              | Ronald Pettersson    | 65           | 42           | 34              | 74         | 1954-1967 | 10       |
| Zdroj na eliteprospects.com |                      |                      |              |              |                 |            |           |          |